# Szentmihály (Szlovákia)
Szentmihály, egyes forrásokban: Liptószentmihály (szlovákul Liptovský Michal) község Szlovákiában, a Zsolnai kerület Rózsahegyi járásában.

## Fekvése
Rózsahegytől 12 km-re keletre fekszik.

## Története
Területe már a kőkorszakban is lakott volt, amikor a vonaldíszes kultúra népe élt ezen a vidéken. A bronzkorban a lausitzi kultúra, később a Nagymorva Birodalom idején is lakott volt.
A mai település Németlipcse határában keletkezett a 13. században. Szent Mihály-temploma 1237-ben már állt a liptóteplai határban („Ecclesia item s. Michaelis in metalibus Territorii Teplensis de anno 1237 clara mentio fuit” – írja az egyházi feljegyzés). Plébániáját oklevél 1331-ben említi először „Ecclesia S. Michaelis” alakban. 1335-ben „Mysalfalva”, 1485-ben „S. Michael”, 1497-ben „Zentmihal” néven említik a korabeli források. Liptótepla plébániájához tartozott, temploma 1565 és 1686 között a protestánsoké volt. 1601-ben a pestis 52 áldozatot követelt a településen. A falunak 1606-ban létesült papírkészítő műhelye. 1620-ban a Vág vize öntötte el, 1650-ben, 1658-ban, 1664-ben, 1670-ben és 1699-ben pedig nagy tűzvészek voltak. A kuruc háborúk során 1697-ben császári katonaság égette fel Szentmihályt. A 18. századtól az ivachnófalvi Rády család birtoka állt. Ebben a században már vashámora is volt. 1715-ben még 4 adózóval rendelkezett, de 1720-ban már teljesen puszta volt. 1784-ben 9 házában 71 lakosa élt.
A 18. század végén Vályi András így ír róla: „SZENT MIHÁLY. Tót falu Liptó Várm. földes Ura a’ Teplai Plébános, lakosai katolikusok, fekszik Vágvizéhez közel, Rozenbergához 1 mértföldnyire; határja hegyes, és közép termésű.”
1828-ban 16 háza és 134 lakosa volt. A trianoni diktátumig Liptó vármegye Németlipcsei járásának települése.
1924-től Ivachnófalu részévé vált. 1945-ben a németek a falu egy részét felégették. 1951-ben lett újra önálló község.

## Népessége
| Év:            | 1994. | 2004.   | 2014.    | 2024.   |
| -------------- | ----- | ------- | -------- | ------- |
| Emberek száma: | 249   | 269     | 302      | 306     |
| Eltérés:       |       | +8,03 % | +12,26 % | +1,32 % |

| Év:            | 2023. | 2024.   |
| -------------- | ----- | ------- |
| Emberek száma: | 302   | 306     |
| Eltérés:       |       | +1,32 % |

1913-ban 110-en lakták.
2005-ben 278 lakosa volt.
2011-ben 297 lakosából 282 szlovák.

## Nevezetességei
- A Szent Mihály templom 13. századi eredetű. A templomot a 19. század második felében átalakították. Főoltára 1765-ben, késő reneszánsz szószéke a 17. század második felében készült. Harangtornya a 17. századból való, eredetileg a templomkert bejárataként szolgált.
- Szentháromság-oszlop 1823-ból.

## Külső hivatkozások
- Hivatalos oldal
- E-obce.sk Archiválva 2008. június 14-i dátummal a Wayback Machine-ben
- Községinfó
- Szentmihály Szlovákia térképén
- Tourist-channel.sk